# 篠崎はるく
篠崎 はるく（しのざき はるく、10月30日-）は、東京都出身の女優・演技講師・演劇プロデューサー。本名は篠崎 晴子（しのざき はるこ）。現在は、アメリカ合衆国・ニューヨークを拠点に活動している。

## 来歴
- 神奈川県芸術劇場（KAAT）の芸術監督の白井晃が主催していた劇団、遊◉機械／全自動シアターへ第二回目公演から参加。劇団の中心核の役者として活躍[1]。
- 退団後、井上ひさしのこまつ座から、ミュージカル、テレビドラマ、映画など、幅広い分野で俳優としてのキャリアと活動の場を広げ、野田秀樹、栗山民也、鵜山仁など、日本の演劇界を代表する演出家たちの舞台に多数出演[1]。
- 1998年、文化庁の海外研修員として国費留学を経験[1]。
- その後、ニューヨークへ移住し、アル・パチーノ、イーサン・ホーク、 メリル・ストリーブ、マシュー・ブレドリック、サラ・ジェシカ・パーカーなど、舞台やハリウッドで活躍中の名優の多くが学んでいた演劇学校「HBスタジオ」に所属[1]。以下に挙げるアメリカ演劇を代表する俳優の為の演技システムを取得。
  - リー・ストラスバーグが作り出したメソッド・アクテング
  - サンフォード・マイズナーが作ったマイズナーテクニック
  - 同校の創立者ウタ・ハーゲンが作ったウタ・ハーゲン・テクニック
- カリュキュラム終了後、初の日本人スタッフとして HBスタジオに在職し、世界中から集まる俳優達のカウンセリングも行う[1]。
- ニューヨークにおいて、俳優の為のワークショップをプロデュースし、日本から多くの俳優達を受け入れ、日米間の俳優達の交流や育成にも貢献[1]。
- 近年では、ブロードウエイ・ミュージカルの日本人キャストの公演にプロデューサーとして数多く携わっており、日米間の演劇の架け橋として活躍中[1]。

## 人物
- 現在は居住・活動拠点共にニューヨークである。
- 過去の所属劇団・事務所は遊◎機械/全自動シアター→ツインズ→アンフィニー。
- 最終学歴は早稲田大学（中退）。
- 上述のウタ・ハーゲン・テクニックにおいては、ウタ直伝による講義、及び、ウタと共にウタ・ハーゲン・テクニックを創立した講師陣達を恩師に持つ、数少ない日本人である[1]。
- 2020年4月現在、桜美林大学芸術文化学群の非常勤講師も務めている[2]。

## 出演

### テレビドラマ
- 奇妙な出来事 第17話（CX, 1990年2月26日）
- 悪いこと 第10回『黙殺』（CX, 1992年6月25日）
- 姿のない尋ね人（KTV, 1992年8月10日）
- ぽっかぽか 第1シリーズ（TBS, 1994年6月13日 - 7月22日）- 江崎美里 役
- 美人エステティシャン殺し（ANB, 1997年11月22日）
- ランチの女王（CX, 2002年7月1日 - 9月16日）- 絵里 役
- 東京ラブ・シネマ 第3話（CX, 2003年4月28日）
- ブルーもしくはブルー　～もう一人の私～ 第15話（NHK, 2003年7月16日）
- ビギナー 第3話（CX, 2003年10月20日）- 寮のおばちゃん 役
- 火消し屋小町 第13・14話（NHK, 2004年8月2日・3日）
- リターンマッチ～敗者復活戦～（THK, 2004年12月5日）
- 警視庁三係吉敷竹史(1)『寝台特急「はやぶさ」1/60秒の壁』（TBS, 2004年12月6日）- グリーンハイムの主婦 役
- 救命病棟24時 第3シリーズ 第8話（CX, 2005年3月1日）- 矢島（ヤジさん）の妻 役
- 愛と友情のブギウギ（NHK, 2005年3月28日 - 5月5日）
- 警視庁三係吉敷竹史(2)『灰の迷宮』（TBS, 2006年1月16日）
- 銭湯の娘!?（TBS, 2006年1月30日 - 3月31日）- 小原麗子 役[3]
- 恋のから騒ぎドラマスペシャル４～Love Stories～（NTV, 2007年11月30日）

### 映画
- 火星のカノン（2002年9月28日）- 小松文代 役[4]

### ゲーム
- VIRUS（1997年8月22日） - アラーム 役 ※篠崎ハルク表記